# Vratislao I di Boemia
Vratislao o Ladislao I di Boemia, Vratislav I in boemo (888 circa – 13 febbraio 921), fu duca di Boemia dal 915 alla morte. Apparteneva alla stirpe dei Přemislidi.
Era figlio del principe boemo Bořivoj I e della di lui consorte Ludmilla di Boemia.

## Biografia
Nel 915 subentrò al fratello Spytihněv I sul trono del ducato di Boemia, carica che mantenne fino alla morte, avvenuta nel 921. Durante il suo regno la sua politica estera subì la forte influenza del duca di Baviera Arnulfo I. Per proteggersi dall'espansione dei sempre più potenti duchi di Sassonia, egli concluse numerosi trattati di alleanza. Il matrimonio con Drahomíra, principessa della stirpe slava degli Evelli (o Stodorjani), determinò un legame alle potenti tribù slave dei Venedi. Alle truppe magiare, che dall'inizio del X secolo invasero l'Occidente, Vratislao concesse libero transito in Boemia e nel 915 le truppe boeme affiancarono i magiari nell'attacco alla Sassonia.
All'interno i successori del primo duca boemo di fede cristiana, Bořivoj, rafforzarono il ruolo della dinastia dominante dei Přemislidi. Essi fondarono nuove città ai confini delle terre sotto la loro sovranità e ridussero l'influenza degli altri principi boemi. Le poche fonti archeologiche e scritturali non consentono di delimitare l'importanza contributi apportati singolarmente a questo processo di fondazione di nuove città da parte dei due fratelli. È certo comunque che nell'897 si presentarono a Ratisbona numerosi principi, che si dichiaravano rappresentanti della Boemia. Il figlio di Vratislao I, Venceslao, era già nel 929 l'indiscusso signore di tutto il territorio, anche se i locali principati rimanevano tali.
Vratislao morì all'età di 33 anni e la sua salma venne inumata nella basilica di San Giorgio a Praga.

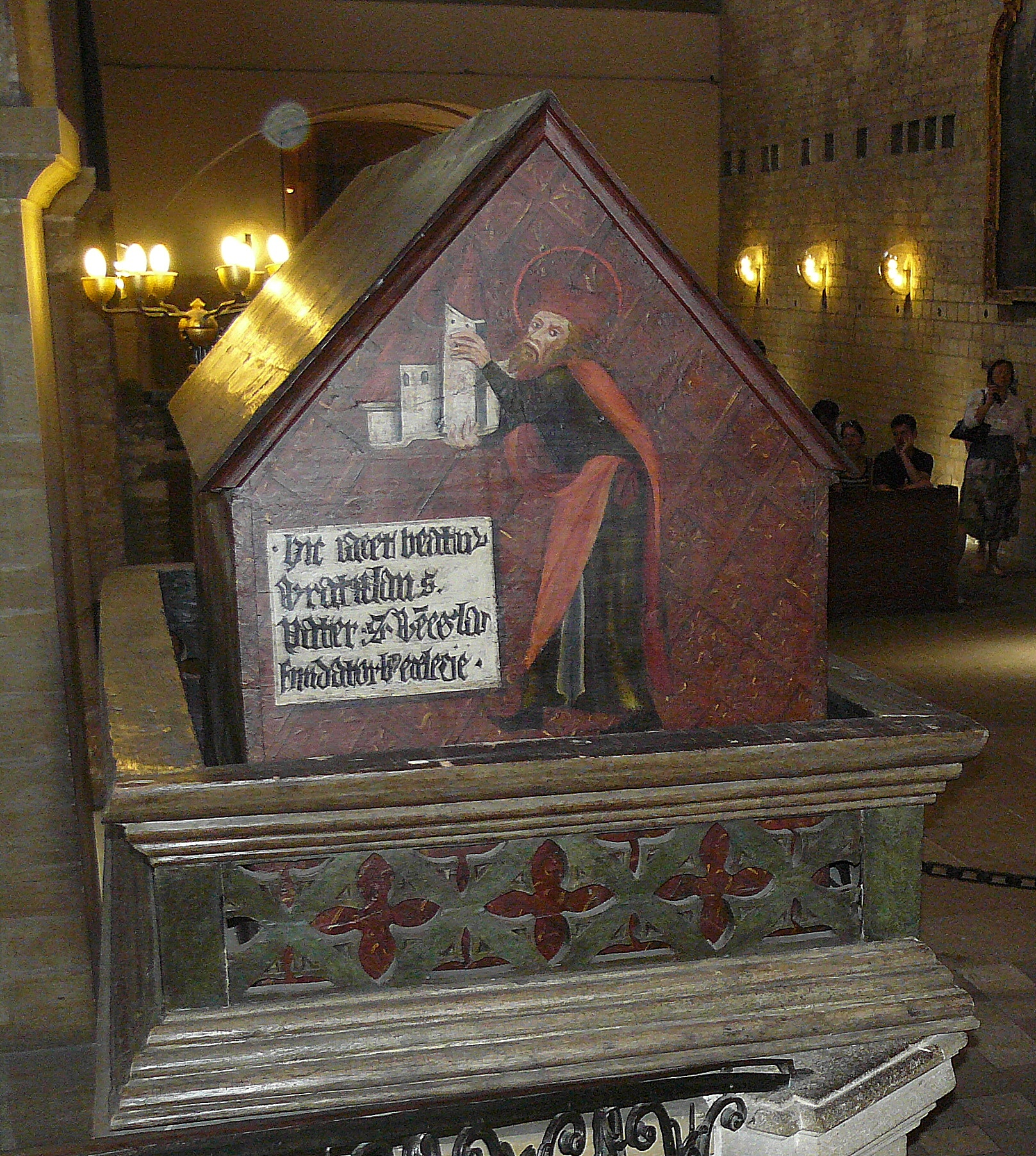
Tomba di Vratislao nella basilica di San Giorgio.

## Matrimonio e discendenza
Nel 906 Vratislao I sposò Drahomíra, principessa slava, dalla quale ebbe:
- Venceslao I, che divenne duca di Boemia con il nome di Venceslao I; venne fatto uccidere dal fratello Boleslao ed è venerato come santo;
- Boleslao I, duca di Boemia dalla morte del fratello Venceslao.

Vratislao avrebbe inoltre avuto da Drahomíra altre quattro figlie.